# После работы (организация)

Эмблема организации «После работы» (OND)

Фашистская национальная организация «После работы» (итал. Opera Nazionale Dopolavoro, сокр. OND) — политическая организация в фашистской Италии, занимавшаяся вопросами досуга населения Королевства Италии и подчинённых ему территорий в соответствии с идеологическими установками итальянского фашизма. Организация существовала с 1925 по 1945 годы и контролировалась правящей Итальянской фашистской партией. Аналогом такой организации в Третьем рейхе являлось объединение «Сила через радость» или KdF.

## История
После прихода к власти в Италии в 1922 году фашистский режим стремился установить тотальный контроль не только над политической, экономической, но и повседневной жизнью населения страны. Даже свободное времяпрепровождение граждан должно было контролировать государство. Делалось это в том числе и для того, чтобы ослабить возможные оппозиционные настроения по отношению к фашизму, которые могли оставаться, особенно в среде рабочих, где находили свою поддержку социалистические и коммунистические веяния. Чтобы не допустить этого 1 мая 1925 года фашистским правительством была создана новая национальная организация с простым и понятным названием Dopolavoro или «После работы», планировавшая и организовавшая досуг всех занятых в экономике страны итальянцев. OND организовывались различные кружки и секции, посещения которых было обязательным для всех после рабочего дня и в выходные дни. Одним из известных руководителей OND стал один из фашистов Акилле Стараче.
В 1926 году в организации состояло 250 тыс. человек, в 1939 году 4 млн. человек.
Аналогичные OND организации существовали и на территории других стран, находившихся под контролем Италии. В частности, своя албанская организация «После работы» существовала после захвата и присоединения Албанского королевства к Итальянской империи в 1939 году.

## Деятельность
В организацию Dopolavoro входило огромное количество фольклорных и музыкальных ансамблей, народные библиотеки, просветительские организации, спортивные организации и стадионы, кружки театральной самодеятельности, образовательные центры, туристические организации и прочее. Массово организовывались туристические походы и путешествия, летние и зимние лагеря отдыха для детей и взрослых. Велась большая пропагандистская работа. Населению внушалось, что вся их жизнь в работе и отдыхе создана и процветает благодаря фашизму и дуче. Особое отношение было к спорту. Фашистская идеология трактовала, что итальянская нация — это нация воинов, поэтому нация должна быть здоровой и сильной, а достичь этого можно только через спорт. Обязательным было в выходные дни участие в массовых физкультурных и спортивных мероприятиях. Пропагандировалась борьба с лишним весом посредством спорта, поскольку традиционная итальянская кухня очень калорийна, а многие служащие, занятые умственным трудом, вели малоподвижный образ жизни. В 1944 году Италия планировала принять V зимние Олимпийские игры, однако из-за Второй мировой войны игры были отменены.
Во многом OND взаимодействовала с единственными и контролируемыми государством «Фашистскими профсоюзами», а также с молодежной фашистской организацией ONB. С началом войны и вступлением в неё Италии деятельность OND была существенно ограничена. После капитуляции Италии в 1943 году фашизм и все его организации были фактически низложены и запрещены. Формально OND продолжила свою деятельность в прогерманской марионеточной Итальянской социальной республике вплоть до её падения в конце апреля 1945 года.

## Оценка деятельности
Организация «После работы» была характерна для такого тоталитарного режима, как фашистский в Италии. С одной стороны, она была призвана сплотить нацию посредством единения и в работе и в отдыхе. Кроме того, во время общего досуга было проще контролировать население, его настроения и при необходимости отсеивать инакомыслие, а также заниматься просвещением в нужном для фашистов русле.
С другой стороны, OND была пронизана показным популизмом и фашистской идеологией и сама была её частью. Участие во всех мероприятиях, организованных OND, носили принудительный характер. В таких спортивных мероприятиях, как массовые забеги, заставляли принимать участие даже нездоровых людей. Отказ расценивался фактически как выступление против режима с соответствующими последствиями. Деятельность OND во многом послужила прообразом для аналогичной организации «Сила через радость» (KdF) в Третьем рейхе. Тем не менее, OND так и не достигла размаха германской организации, в том числе и из-за финансовой ограниченности.